# Sogdiana

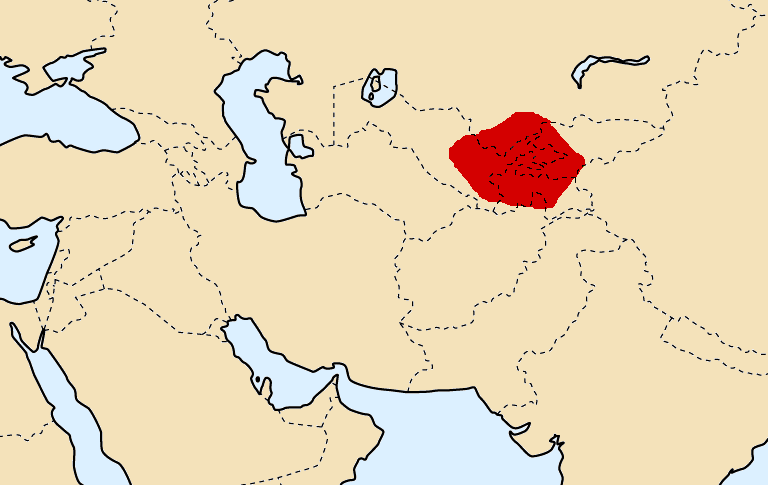
Sogdiana

Sogdiana (staropers. Suguda; gr. Σογδιανή; chiń. 粟特, Sùtè, pers. سغد, Sōġd) – kraina w Azji Środkowej leżąca  nad rzeką Zarafszan, między rzekami Oksos (lub Oksus – obecnie: Amu-daria) i Jaksartes (ob. Syr-daria), na północ od Margiany i Baktrii, a od wschodu Fergana. Przez teren Sogdiany biegł jedwabny szlak. Obecnie tereny te leżą na obszarze Uzbekistanu i Tadżykistanu i mają charakter pustynny. W czasach starożytnych, według przekazów antycznych, była obficie pokryta lasami. Słowo „Sogd” pochodzi albo od irańskiego rdzenia oznaczającego błyszczeć, świecić, płonąć, albo od perskiego oznaczającego nizinę, na której gromadzi się woda.
W starożytności najpierw należała do państwa perskiego, w czasach panowania dynastii Achemenidów. Następnie została zdobyta przez Aleksandra Wielkiego i wcielona do jego imperium. Krótko po jej podboju Aleksander musiał stłumić groźny bunt jej satrapy Spitamenesa.
Po śmierci Aleksandra Wielkiego Sogdiana weszła w skład państwa Seleucydów, następnie należała do państwa Greków Baktryjskich, a później panowali tam Partowie, Persowie, Arabowie, Turcy, Mongołowie, Uzbecy i Rosjanie.
Ważniejszymi miastami w czasach antycznych były: Marakanda (obecna Samarkanda), Cyropolis i Aleksandria Eschate (Aleksandria Kresowa).
W Sogdianie osiedlono około 10 tysięcy Rzymian, wziętych do niewoli przez Partów w trakcie bitwy pod Carrhae.
W późniejszych czasach (X–XIII wiek) pojęcie Sogdiany stosowano w różnych aspektach. W szerszym znaczeniu Sogdianą były całe tereny zamieszkane przez Sogdyjczyków, którzy mówili wschodnioirańskim językiem sogdyjskim zapisywanym w zmodyfikowanym alfabecie aramejskim. W węższych znaczeniach mówiono o „Sogdianie samarkandzkiej”, rozumianej jako okręg Samarkandy, oraz „Sogdianie bucharskiej” – jako okręg Buchary. Ów podział odnosił się nie tylko do wieków X–XIII, ale także wcześniejszych, choć trudno określić dokładnie o ile wcześniejszych.
Do najważniejszych źródeł dotyczących historii Sogdiany należą teksty Dewaszticza, odszukane przez archeologów w Mugu.